# Pierre Dugua de Mons
Pierre Dugua de Mons (aussi « Du Gua de Monts » ou « du Guast, sieur de Monts »), né vers 1558 au château de Mons, à Royan et mort en février 1628 dans son château d'Ardennes à Fléac-sur-Seugne, près de Pons (Pons dont Pierre Dugua a été gouverneur de 1610 à 1618), est le premier colonisateur de la Nouvelle-France. Il eut pour lieutenant Samuel de Champlain.

## Biographie

### Enfance
Pierre Dugua de Mons est issu d’une vieille famille noble de la Saintonge. Il est le fils de Guy Dugua et de sa femme Claire Goumard. Il se peut qu’il soit né au Gua, probablement en 1558 mais son acte de baptême n’a pas été retrouvé.
Pierre Dugua est marqué durant son enfance par les guerres de religion, auxquelles il prendra part plus tard au côté du chef protestant Henri de Navarre, le futur roi catholique Henri IV de France. Bien qu’acquis aux idées du calvinisme, Dugua de Mons se maria avec une catholique, Judith Chesnel, appartenant à une famille noble, de la seigneurie de Meux, près de Jonzac. Ils n’eurent pas d’enfant.

### Premières expéditions en Amérique
En 1599, Pierre Du Gua de Mons vend à son voisin, François Videgrain, sieur de Belmont, presque toutes les terres qu’il possédait dans le marquisat de Royan et les environs. Il investira le tout dans des entreprises apparemment commerciales mais qui, en réalité, seront des entreprises de colonisation.
La même année, il se rend pour fonder le comptoir de Tadoussac (au Québec actuel) avec son ami Pierre Chauvin de Tonnetuit qui y bâtit le premier poste de traite.
En 1603, Henri IV nomme Pierre Dugua son « lieutenant général en Amérique septentrionale » et lui accorde le monopole de la traite des fourrures, pour compenser les frais d’établissement d’une colonie à cet endroit.
En 1604, Dugua organise une expédition qu’il conduit en personne au sud-est du Canada, une région appelée Acadie. Il est accompagné de Samuel de Champlain, qui y participe en tant qu’explorateur, géographe et cartographe, et de Jean de Poutrincourt. La recherche de métaux précieux de cuivre et d’argent était la raison principale du choix de l’Acadie. À l’automne 1603, Champlain de retour en France avec le maloin Jean Sarcel de Prévert avait mentionné qu'on avait trouvé des mines en Acadie, ce qui pouvait corroborer les observations faites par l’explorateur Verrazano. La recherche de métaux précieux permettait d’accroître la puissance de l’État et donc la gloire du roi. Cela s’inscrivait dans une démarche mercantiliste suivant l’exemple des Espagnols et de Jacques Cartier. Malheureusement les gisements des mines de cuivre et d’argent se révélèrent assez décevants.

### Vers l’île Sainte-Croix

Expéditions et établissements de Pierre Dugua de Mons et Samuel de Champlain en Acadie.

En 1604 également, Dugua installe la première colonie en Acadie, sur l’île Sainte-Croix, dans le fond de la Baie française. Aucune femme, ni aucun enfant, ne fait partie de cette expédition devant durer plusieurs années. Il faut choisir l’endroit puis en éprouver les conditions d’accueil : qualité du sol, du climat, des relations avec les autochtones… Mais l’hiver terrible enduré par les premiers colons le conduit, au mois d’août 1605, à transférer la colonie sur un site plus approprié, que Champlain et Dupont-Gravé avaient repéré : ce sera Port-Royal, un lieu protégé des vents du nord-ouest et situé sur un lagon à l’est de la baie Française (aujourd’hui dans la vallée dite d’Annapolis Royal, en Nouvelle-Écosse, près de Digby).
Cependant, les plaintes continuelles des autres marchands privés du commerce des fourrures amèneront Henri IV à suspendre ce monopole commercial accordé à Dugua.
En 1607, l’aventure se termine et tous doivent retourner en France, malgré la dernière tentative de Dugua de Mons deux ans auparavant pour y faire un rapport et tenter d’empêcher à cette issue. Il ne reviendra plus jamais en Amérique, mais continuera à investir, dans le but d’y établir une colonie française.

### Le financier
En 1608, obtenant, mais pour un an seulement, une reconduction de ce monopole commercial  (seul moyen pour financer une colonie puisque le roi n’accordait aucune subvention), Pierre Dugua sera l’instigateur et le financier de la vaste entreprise, plus au nord, qu’il confie à Champlain, dès lors son lieutenant en Nouvelle-France : fonder sur la « Grande Rivière de Canada » (le Saint-Laurent), à l’endroit que ce lieutenant trouvera le plus approprié, un premier poste de colonisation. Ce site, choisi par Champlain, sera Québec, où il débarque le 3 juillet 1608 avec 27 compagnons.

### Le Gouverneur

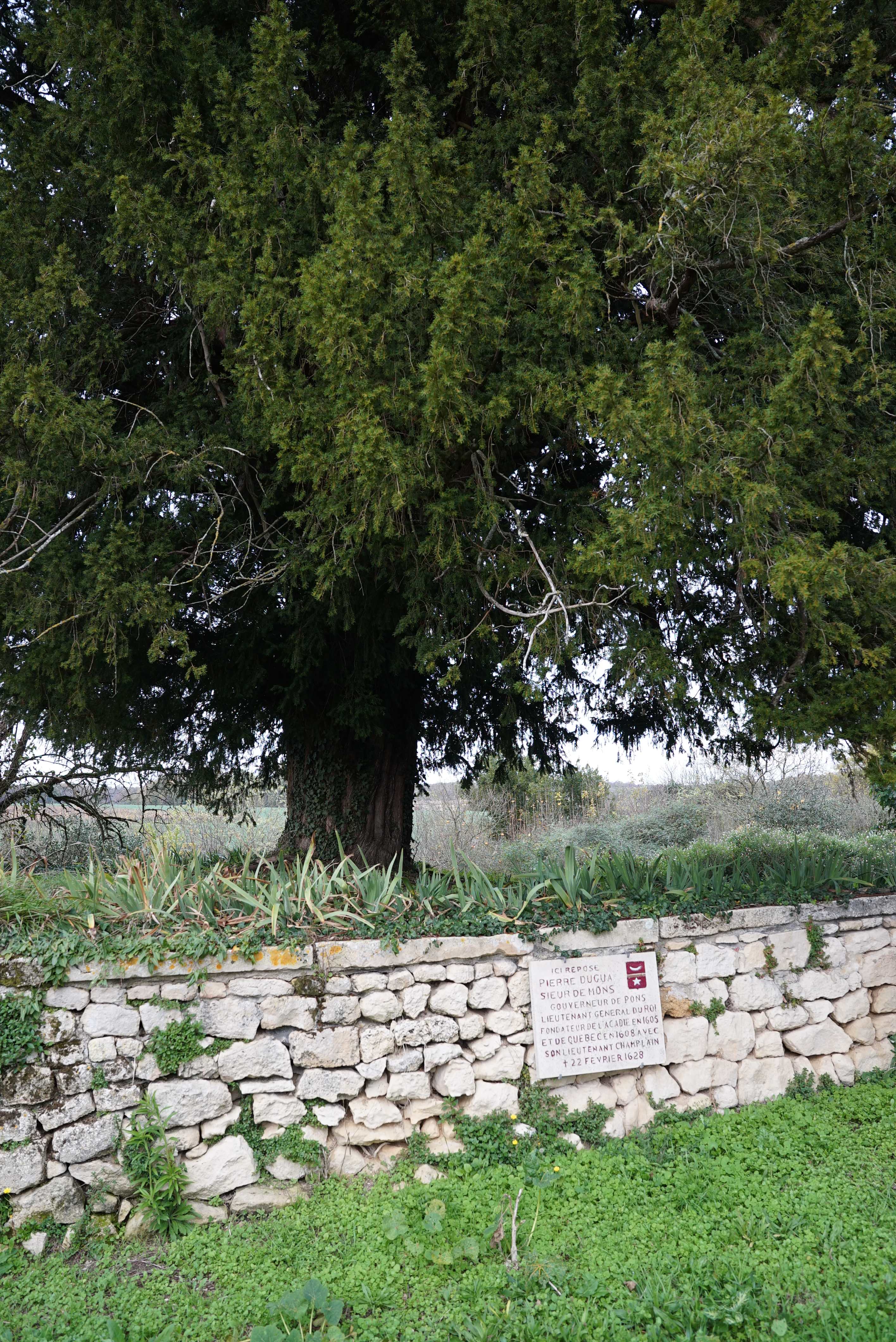
Plaque sur la lieu de sa sépulture au château d'Ardennes.

En reconnaissance de ses services, le roi Henri IV lui accorde une pension annuelle de 1 200 couronnes et le poste de gouverneur de Pons, qu’il occupe de 1610 à 1617. En 2004, à l'initiative de la Municipalité de Pons et de l'Association Les Amitiés Généalogiques Canadiennes-Françaises une plaque commémorative est apposée sur l'Hôtel de Ville de Pons pour le Gouverneur Pierre Dugua de Mons. 
En 1612, la reprise de l’antagonisme entre catholiques et protestants, après l’assassinat d’Henri IV, durant la régence de Marie de Médicis, obligera Pierre Dugua de Mons à renoncer à son titre de « lieutenant général pour la Nouvelle-France ».
Il meurt en février 1628 au château d'Ardennes à Fléac-sur-Seugne[réf. nécessaire]. Selon le Dictionnaire biographique du Canada, il se peut aussi qu'il soit mort en Ardenne.

## Hommages
La rue De Monts a été nommée en son honneur dans l'ancienne ville de Sainte-Foy, maintenant fusionnée avec la ville de Québec en 1956.

### Célébrations de la fondation de Québec

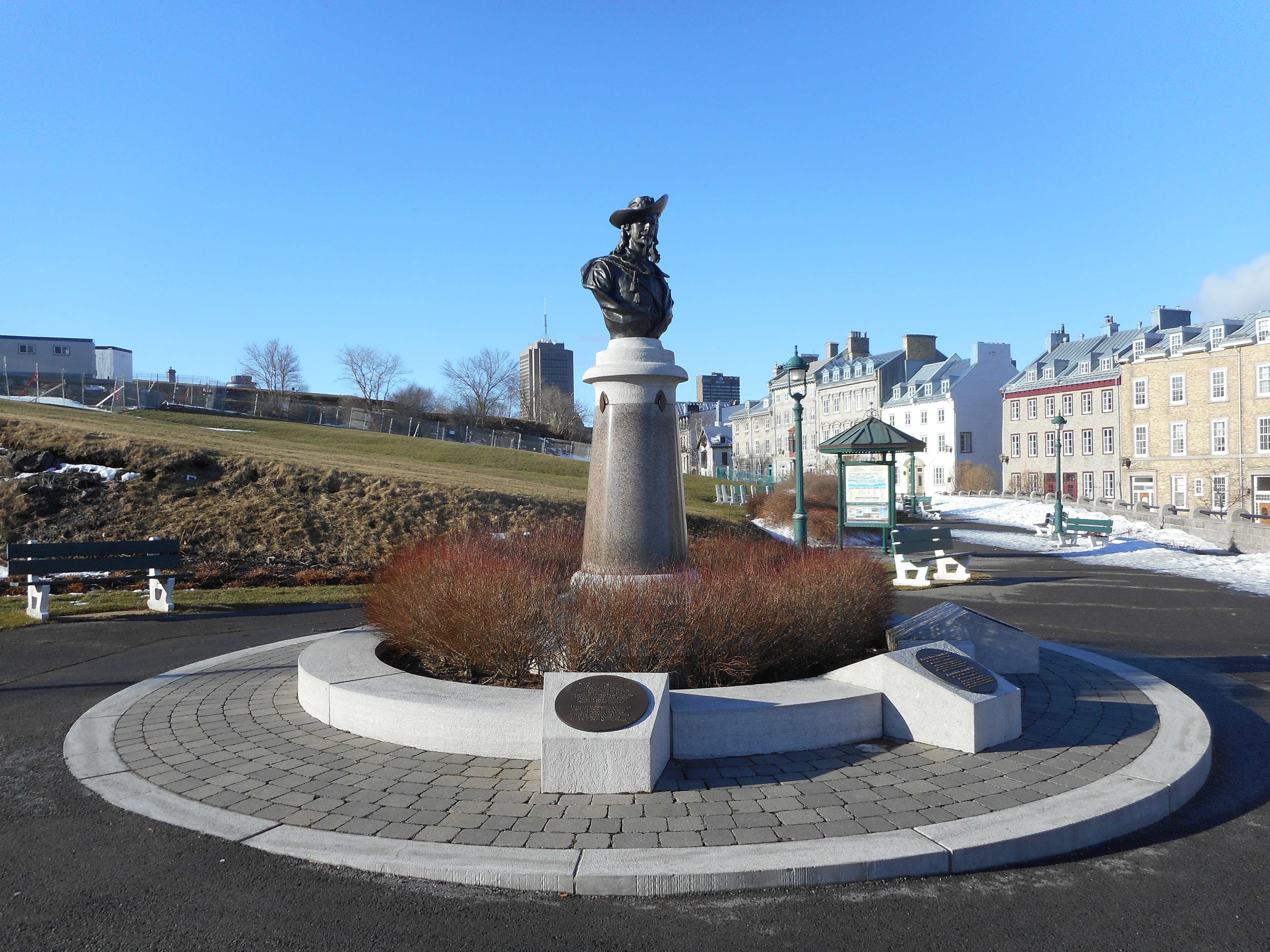
Monument de Pierre Dugua de Mons, terrasse Saint-Denis, parc du Bastion-de-la-Reine, Québec.

À l’occasion du 400e anniversaire de Québec, l’historien Marcel Trudel affirme que sans Dugua de Mons, la fondation de la ville aurait été impossible. De son côté, l’historien Gaston Deschênes regrette que l’on réduise ainsi l’importance du rôle de Champlain.
Le 3 juillet 2007, la Ville de Québec érige un imposant monument à la mémoire de Pierre Dugua de Mons, grâce au travail de 10 ans de recherche de l'historien M. Grenon, avec la présence d'une délégation officielle de Royan. sur la Terrasse Pierre-Dugua-De-Mons

## Citations
- « Au moment où tout semblait perdu pour la France en Amérique, c’est à Pierre Dugua que la Nouvelle-France doit sa survie. » - Jean Glénisson
- « On peut présumer que sans lui (de Mons) il n'y eût pas eu de Champlain. » - Marcel Trudel
- « Rendre à Dugua de Mons l’hommage auquel il a droit ne porte aucunement ombrage à Champlain. Tout au contraire il est encourageant de voir la parfaite entente de ces deux hommes, l’un catholique et l’autre protestant, en vue de la création de Québec, cause qui leur tient à cœur autant à l’un qu’à l’autre. C’est ensemble qu’ils triompheront de la terrible coalition d’intérêts de marchands rivaux qui s’opposera à leur destin. » - Maxime Le Grelle s.j., ancien curé de Brouage.